# Волкова, Ольга Владимировна (актриса)
О́льга Влади́мировна Во́лкова (при рождении — Политова; род. 15 апреля 1939, Ленинград) — советская и российская актриса театра, кино, телевидения и дубляжа. Народная артистка Российской Федерации (1993).

## Биография
Ольга Волкова родилась 15 апреля 1939 года в Ленинграде; в 1960 году окончила актёрскую студию при Ленинградском ТЮЗе (мастерская Леонида Макарьева). На сцене ТЮЗа дебютировала в 1957 году и работала в нём до 1970 года.
Дебютировала в кино в 1962 году в фильме «Женихи и ножи», где сыграла юношу. С середины 1960-х начала появляться на экране регулярно. Широкую популярность в кино получила в 1970-е годы благодаря ролям в комедийном мюзикле «Захудалое королевство», драме «Жизнь Матвея Кожемякина», кинооперетте «Летучая мышь» и мелодраме «В моей смерти прошу винить Клаву К.». Особое место в жизни Волковой стало сотрудничество с Эльдаром Рязановым, в фильмах которого она играла знаковые в своей биографии роли в кино. После небольших ролей в фильмах Рязанова «Вокзал для двоих» и «Жестокий романс» последовали главные роли — в 1987 году в фильме «Забытая мелодия для флейты» Волкова сыграла чиновницу Сурову, а в 1991 году Катю Иванову в картине «Небеса обетованные».
В 1970—1976 годах выступала на сцене ленинградского Театра комедии, после чего перешла в Большой драматический театр, где служила до 1996 года. В 1993 году получила звание народной артистки России.
В 1996 году Волкова переехала в Москву. С тех пор работает в антрепризах и по договорам.
Новую волну известности получила в конце 2000-х годов благодаря ситкому «Папины дочки», где исполнила роль Антонины Семёновны Гордиенко.
В 2012 году была ведущей программы Первого канала «Между нами, девочками». В 2013 году выпустила автобиографическую книгу «Перекрёстки судьбы: о моём Доме, о моём Театре».
С февраля 2018 года находится в украинской базе «Миротворец».
В 2020 году — актриса Театра наций в постановке «Укрощение строптивой».

### Личная жизнь
Дед — Иван Вольский, актёр.
Отец — Владимир Львович Политов (1920—1992).
Мать — Ксения Ивановна Вольская (1916—1989).
Официально дважды была замужем. В 1960-е годы, работая в ТЮЗе, имела романтические отношения с Георгием Тараторкиным.
Первый муж (1959—1964) — Леонид Михайлович Волков (1934—2013), от которого фамилия Волкова. Советский и российский режиссёр и оператор, сценарист. Народный артист Российской Федерации.
- Дочь — Екатерина Леонидовна (род. 1961), парикмахер, художник.
  - Внучка — Яна (род. 1993).

Короткие внебрачные романтические отношения — Николай Николаевич Волков (младший) (1934—2003), советский и российский актёр, народный артист РСФСР.
- Сын — Иван Николаевич Волков (род. 1974), российский актёр и композитор. 
  - Внучки — Арина Ивановна (род. 2002), Александра Ивановна.
  - Внук — Георгий Иванович

Второй муж — Владимир Алексеевич Ховралёв (1931—2015), театральный художник, живописец, заслуженный деятель искусств, главный художник Большого театра кукол в Санкт-Петербурге с 1959 по 1995 год.

## Признание и награды
- 1993 — Народная артистка России.
- 2002 — национальная кинопремия «Золотой орёл» в номинации Лучшая женская роль второго плана за фильм «Сказ про Федота-стрельца».
- 2012 — член Академии дураков Вячеслава Полунина[7].
- 2020 — специальный диплом ежегодной художественной премии «Петрополь» (2020) — за яркий актёрский почерк.

## Театральные работы

### Ленинградский театр юных зрителей(1957—1970)
- «За власть Советов» по В. Катаеву — Петька
- «Сказки Пушкина» — Бесёнок
- «Сотворившая чудо» У. Гибсона — Эллен
- «Радуга зимой» М. Рощина — Катя
- «Наш, только наш…»; реж. Зиновий Корогодский — Мэри Пикфорд

### Ленинградский театр комедии(1968, 1970—1976)
- «Село Степанчиково и его обитатели» по Ф. Достоевскому; реж. Вадим Голиков — Фалалей
- «Сослуживцы» Э. Брагинского и Э. Рязанова — Калугина
- 1973 — «Горячее сердце» А. Островского — Параша

### БДТ(1976—1996)
- 1977 — «Влияние гамма-лучей на бледно-жёлтые ноготки» Пола Зиндела; реж. Георгий Товстоногов — Рут
- 1978 — «Пиквикский клуб» по Ч. Диккенсу; реж. Георгий Товстоногов — Рейчел
- 1981 — «Кроткая» по Ф. Достоевскому; реж. Л. Додин — Лукерья
- 1983 — «Смерть Тарелкина» А. Колкера и В. Вербина по А. Сухово-Кобылину; реж. Георгий Товстоногов — Маврушка[8]
- 1985 — «На всякого мудреца довольно простоты» А. Островского; реж. Георгий Товстоногов — Глафира Климовна Глумова
- 1987 — «На дне» М. Горького; реж. Георгий Товстоногов — Анна
- «За чем пойдёшь, то и найдёшь» А. Островского — Красавина
- «Призраки» Э. де Филиппо — Армида Марильяно
- «Салемские колдуньи» А. Миллера — Энн Патнем

### Другие театры
- 1999 — «Железный класс» (Театральное агентство «Арт-Партнёр XXI»)
- 2015 — «Семейный ужин в половине второго» (Театральное агентство «Арт-Партнёр XXI»)
- «Ханума» А. Цагарели; реж. Роберт Манукян (Театр «МИЛЛЕНИУМ») — Ануш
- «Авантюрная семейка, или Как украсть миллион» (Театр «МИЛЛЕНИУМ») — Берта Литхен
- 2014 — «Будьте здоровы, месье» П. Шено; реж. Нина Чусова (Театр «МИЛЛЕНИУМ») — Луиза
- «Укрощение строптивой»; реж. Роман Феодори — Шесть персонажей пьес Шекспира в поисках автора (Государственный театр наций)
- «Дорогая Памела, или Как пришить старушку» Дж. Патрика; реж. Дмитрий Бурханкин — Памела Кронки
- «Париж спросонья» по пьесе Ж.-М. Шевре «Le Sguat» — Жанн
- «Любовь и голуби» В. П. Гуркина — баба Шура

## Фильмография

### Актёрские работы
- 1962 — Женихи и Ножи — паренёк у балагана
- 1965 — Знойный июль — колхозница
- 1968 — Верю в тебя — Ирина
- 1972 — Учитель пения — мама Милы
- 1976 — Житейское дело (киноальманах, фильм «Житейское дело») — женщина с сыном на станции
- 1978 — Летучая мышь — Лотта
- 1979 — Вернёмся осенью — Зина Вязова (нет в титрах)
- 1979 — В моей смерти прошу винить Клаву К. — Ирина Григорьевна, воспитательница детсада
- 1979 — Мой первый друг — мама Саши, актриса
- 1979 — Осенняя история — учительница
- 1979 — Трое в лодке, не считая собаки — мать мальчика, заблудившаяся в лабиринте
- 1980 — К кому залетел певчий кенар — мама Серёжи
- 1980 — Соло (короткометражный) — эпизод
- 1981 — Придут страсти-мордасти — «Степаныч»
- 1982 — Кража — миссис Стоун, машинистка Старкуэтра
- 1982 — Остров сокровищ — миссис Хокинс, мать Джима
- 1982 — Вокзал для двоих — Виолетта, официантка
- 1982 — Шапка Мономаха — Алла Перфильевна, секретарша директора школы
- 1983 — Уникум — член худсовета
- 1984 — Дублёр начинает действовать — Лидия Ивановна, секретарша
- 1984 — Аплодисменты, аплодисменты… — Полина, ассистентка режиссёра
- 1984 — Жестокий романс — модистка
- 1984 — И вот пришёл Бумбо… — свояченица
- 1984 — Ольга и Константин — продавщица
- 1984 — Подслушанный разговор — учительница
- 1984 — ТАСС уполномочен заявить — Эмма Шанц
- 1985 — Снегурочку вызывали? — Светлана Ивановна
- 1985 — Подсудимый — Лидия Сергеевна, народный заседатель
- 1986 — Мой нежно любимый детектив — Мэри Харви, актриса из Шеффилда
- 1986 — При открытых дверях — Надежда Петровна, инженер
- 1986 — Прости — Лидия Михайловна Свирская
- 1986 — Киноальманах «Исключения без правил» (новелла «Скрепки») — секретарь Ящерова
- 1987 — Забытая мелодия для флейты — Сурова
- 1987 — Госпожа министерша — Савка
- 1987 — Доченька — страховой агент
- 1987 — Сказка про влюблённого маляра — королева Дризофила II
- 1987 — Необыкновенные приключения Карика и Вали — бабушка
- 1988 — Будни и праздники Серафимы Глюкиной — Эльвира Павловна, контрабасистка
- 1988 — Физики — Матильда фон Цанд, главный врач санатория «Вишнёвый сад»
- 1988 — Цыганский барон — Мирабелла
- 1988 — Клад — директор ювелирного магазина
- 1988 — Убить дракона — жена кузнеца
- 1990 — Яма — дама-благотворительница
- 1990 — Анекдоты — Марина Родионовна / дама / чёрт
- 1990 — Самоубийца — Раиса Филипповна
- 1990 — Закат — Потаповна
- 1990 — Карьер — Барановская
- 1991 — Небеса обетованные — Катя Иванова
- 1992 — Странные мужчины Семёновой Екатерины — директор интерната
- 1992 — Старые молодые люди — Алла Петровна Шапкина, секретарь горкома
- 1992 — Восточный роман — Фатима, жена Саида
- 1992 — Рэкет — мать Мельникова
- 1993 — Мне скучно, бес — ведьма-старьёвщица
- 1993 — Не хочу жениться! — Марья Павловна Цветкова, мать Александра
- 1993 — Счастливый неудачник — психиатр
- 1993 — Страсти по Анжелике — Кирилловна, мать Анжелики
- 1994 — Колечко золотое, букет из алых роз — Варвара
- 1994 — Трень-брень — Клаша, бабушка Оли
- 1994 — Мадемуазель О.
- 1995 — Домовик и кружевница — Антонина, представительница детского дома
- 1995 — Откровения незнакомцу / (фр. Confidences a un inconnu) — женщина, евшая лук
- 1997 — Привет, дуралеи! — врач-окулист
- 1997 — Бедная Саша — Амалия Аркадьевна, няня Саши
- 1998 — Тоталитарный роман — тётка Андрея
- 1998 — Райское яблочко — врач
- 2000 — Бременские музыканты & Co — жена Осла-старшего
- 2000 — Тихие омуты — Варвара Петровна Муромова, следователь
- 2000 — Фортуна — продавщица
- 2001 — Сказ про Федота-стрельца — Баба-Яга
- 2001 — След оборотня — Соня Гурвич
- 2001 — Дракоша и компания — Жанна Эдуардовна
- 2001 — Новогодние приключения — Осколкина
- 2002 — 2005 — Дружная семейка — Ольга Ивановна, бабушка
- 2003 — Игра в модерн — Кицинская
- 2003 — Евлампия Романова. Следствие ведёт дилетант (серия «Покер с акулой») — Эмма Марковна
- 2004 — Неравный брак
- 2005 — Двенадцать стульев — мадам Петухова, тёща Воробьянинова
- 2005 — Любовь моя — Роза, соседка Вадима и Анжелы
- 2005 — Дура — Татьяна Ивановна Переверзева
- 2005 — Происки любви — Зинаида Романовна
- 2005 — Самая красивая — библиотекарша
- 2005 — 2006 — Люба, дети и завод — Евгения Александровна Орлова
- 2006 — Травести — Студенец, помощник режиссёра
- 2006 — Плата за любовь — мать
- 2006 — Виртуальный роман — Инесса Сигизмундовна, соседка по подъезду
- 2006 — Пороки и их поклонники — Елена Тихоновна
- 2006 — Звёздные каникулы — Анастасия Филимоновна, бабушка Маши
- 2006 — Трое сверху — Марта
- 2007 — 20 сигарет — Зинаида Аркадьевна (тёща Андрея)
- 2007 — Дом на Английской набережной — Дуня
- 2007 — Луна-Одесса — мама Бори
- 2007 — Руд и Сэм — Анна Романовна
- 2007 — Сокровище — Тамара
- 2007 — 2013 — Папины дочки — Антонина Семёновна Гордиенко, бабушка девочек, мама Людмилы Сергеевны
- 2008 — Надежда как свидетельство жизни — Нина Николаевна Тихомирова, директор частной школы
- 2008 — Происшествие в городе М
- 2008 — Арфа для любимой — Ада, мама Зои, заслуженная учительница СССР
- 2008 — За всё тебя благодарю 3 — Генриетта Леопольдовна
- 2008 — Операция «ЧеГевара»
- 2008 — Превратности судьбы — Ольга Петровна
- 2008 — Новая жизнь сыщика Гурова — генеральша, соседка Байкова
- 2009 — Как казаки… — мать императрицы Екатерины II
- 2009 — Московский дворик — Софья Сергеевна
- 2009 — Неоконченный урок — Надежда Петровна, директриса школы
- 2009 — Деревенская комедия
- 2009 — Журов (серия «Курортный роман») — Панкратова
- 2009 — Кровь не вода — бабушка Ани и Маши
- 2009 — Я буду жить! — Маргарита Павловна
- 2010 — Бабушка Ада — бабушка Ада
- 2010 — Горбунок
- 2010 — Свадьба. Дело. Смерть — Атуева
- 2010 — Смерть Вазир-Мухтара. Любовь и жизнь Грибоедова — Прасковья Николаевна
- 2010 — Здесь кто-то есть — Тамара Проскурина, мать Дмитрия
- 2010 — Адвокатессы — Галина Аркадьевна Витрук
- 2010 — Иванов — Авдотья Назаровна
- 2010 — Олимпийская деревня — вахтёрша
- 2011 — Лучшее лето нашей жизни — Клара Семёновна
- 2011 — Товарищи полицейские — Галина Евгеньевна
- 2011 — Ящик Пандоры — Людмила
- 2011 — 2012 — Молодожёны — знакомая Андрея Петровича на танцах
- 2012 — Вероника. Потерянное счастье — Мария Степанова
- 2012 — День додо — Зоя Анатольевна
- 2012 — Мамы (новелла «Моей любимой») — мама Алексея
- 2012 — Большая ржака — бабушка
- 2012 — Мужчина с гарантией — баба Нина
- 2012 — Обменяйтесь кольцами — Мария Ивановна
- 2012 — Последняя роль Риты — Татьяна Юрьевна Мамаева, работница детского дома
- 2012 — Праздник взаперти — Кира Павловна
- 2012 — Тайна Егора — Алевтина Петровна
- 2012 — Папины дочки: Суперневесты — Антонина Семёновна Гордиенко, бабушка девочек, мама Людмилы Сергеевны
- 2013 — Вверх тормашками — Раиса, мать Андрея
- 2013 — Вероника. Беглянка — Марья Степановна
- 2013 — Марафон — Валентина Ивановна
- 2013 — Повороты судьбы — Мария Ивановна
- 2013 — Продавец игрушек — экскурсовод
- 2013 — Сокровища О. К. — смотритель музея
- 2013 — Шерлок Холмс — леди Эмма Налиган
- 2014 — На одном дыхании — Вера Васильевна
- 2014 — Мамы 3 — Антонина Ивановна
- 2014 — Под каблуком — Елизавета Борисовна, мама Кости
- 2014 — Французская кулинария — Евгения Афанасьевна
- 2014 — Федька — Надежда Васильевна
- 2014 — Черта — Марфа, «комендант» коммунальной квартиры
- 2016 — Небеса подождут — Маргарита Степановна, мама Хорькова
- 2016 — Медсестра — Раиса Михайловна, свекровь Анны
- 2018 — О чём говорят мужчины. Продолжение — мама Лёши
- 2018 — Хор — Ольга Ильинична
- 2019 — Беловодье. Тайна затерянной страны — хозяйка квартиры
- 2019 — Неоконченный бой — комендант общежития
- 2020 — Окаянные дни (новелла «Счастливое окончание») — Ирина, мама Лены
- 2020 — Руммейт — Елена Сергеевна
- 2020 — Родители 4 — бабушка
- 2020 — Иванько — бабушка Вали
- 2021 — Проклятый чиновник — Валентина Серафимовна (в титрах — «Бабуля»)
- 2021 — Тайна Лилит — Галина Львовна, бабушка Леры
- 2021 — В активном поиске — бабушка
- 2021 — Бабки — Евгения Васильевна
- 2022 — Здравствуйте, вам пора — Валентина Семёновна
- 2023 — Папины дочки. Новые — Антонина Семёновна Гордиенко, прабабушка Сони, Лизы, Дианы и Арины
- 2023 — Новогодний шеф — Антонина Михайловна
- 2024 — Манюня: Приключения в деревне — бабушка Настя
- 2024 — Кто вызвал аниматора? — бабуля Луки
- 2024 — Карьера Куколки — няня
- 2024 — Денискины рассказы — бабушка Дениски
- 2024 — Война и музыка — нянечка

### Киножурнал «Ералаш»
- 2007 — Выпуск № 209 (сюжет «Прогулка отменяется…»)[9] — хозяйка собачки Бони
- 2012 — Выпуск № 263 (сюжет «Опять в школу!..»)[10] — бабушка Вовы

### Телеспектакли
- 1965 — Дитя и волшебство — мальчик
- 1965 — Римские рассказы — уличная певица
- 1967 — Жизнь Матвея Кожемякина — Люба Матушкина
- 1967 — Захудалое королевство — принцесса Маня
- 1970 — Двадцать седьмой неполный — Наташа
- 1981 — Мегрэ и человек на скамейке — бывшая коллега Луи Туре
- 1987 — Сварливая жена — Нино
- 1992 — А король-то голый — первая дама
- 2009 — Ханума — Ануш

### Озвучивание
- 1969 — Мальчишки острова Ливов
- 1978 — Младший научный сотрудник (короткометражный) — Татьяна Юрьевна Колотова (роль Елены Прудниковой)
- 1980 — Два долгих гудка в тумане — Нина (роль Елены Капицы)
- 1980 — Зеркало треснуло — мисс Марпл (роль Анджелы Лэнсбери)
- 1991 — Анна Карамазофф — Анна Карамазова (роль Жанны Моро)

## Телевизионная карьера
- 2009 — «Позднее счастье Ольги Волковой»
- 2012, август — ведущая программы «Между нами, девочками!» на Первом канале
- 2013 — Нереальная история — бабушка Павлика Морозова
- 2013 — Осторожно: дети!